# Żona dla zuchwałych
Dilwale Dulhania Le Jayenge (tytuł w hindi: Dilwale Dulhania Le Jayenge, tytuł niemiecki: "Wer zuerst kommt, kriegt die Braut") – indyjski film, który miał premierę w październiku 1995 roku, w reżyserii Adityi Chopry. Jest najdłużej wyświetlanym filmem w historii indyjskiej kinematografii.
Choć pod wieloma względami jest to typowy film bollywoodzki: piosenki, taneczne numery, wielka miłość, bijatyki, komiczne sytuacje, surowy ojciec nalegający na zaaranżowane małżeństwo to jednak jest to obraz świeży z wieloma nowymi elementami. Żona dla zuchwałych jako jeden z pierwszych filmów ukazał życie Hindusów na emigracji, jest również pierwszym, którego akcja rozgrywa się w Szwajcarii.
W 2005, Indiatimes Movies film zaliczono do 25 najbardziej godnych uwagi filmów Bollywoodu, (Top 25 Must See Bollywood Films).
Żona dla zuchwałych jest trzecim z siedmiu filmów, w którym możemy obserwować parę aktorską Shah Rukh Khan – Kajol:
- Baazigar (1993)
- Karan Arjun (1995)
- Żona dla zuchwałych (1995)
- Coś się dzieje (1998)
- Czasem słońce, czasem deszcz (2001)
- Nazywam się Khan (2010)
- Dilwale (2015)

Film wchodził w skład pokazu kina indyjskiego "Zmienna twarz indyjskiego kina", który objeżdżał Stany Zjednoczone w lipcu i sierpniu 2004 roku. Krytyk filmowy Charles Taylor z Salon.com napisał:
"To niedoskonały, wewnętrznie sprzeczny film – agresywny i delikatny, niezgrabny i pełen wdzięku, stereotypowy i świeży, wyszukany i naiwny, tradycyjny i nowoczesny. Myślę też, że to film klasyczny".
W Polsce film był wyświetlany w ramach 2 edycji festiwalu Bilet do Bollywood. Premiera kinowa i DVD w Polsce miała miejsce 9 lutego 2007.

## Opis filmu
Film jest historią dwojga młodych Hindusów: Raja (Shahrukh Khan) i Simran (Kajol), mieszkających w Wielkiej Brytanii. Simran poznaje Raja na wycieczce, po
początkowych niefortunnych zdarzeniach młodzi zakochują się w sobie. Kiedy Simran wraca do domu i mówi o tym swojej rodzinie, jej rodzice nie godzą się na małżeństwo z miłości. Ojciec Simran (Amrish Puri) jest nieugięty: dziewczyna musi poślubić syna jego najlepszego przyjaciela. Rodzina Simran wraca do Indii i wkrótce rozpoczynają się przygotowania do ślubu. Raj podąża za ukochaną i przyrzeka ożenić się z nią – ale tylko wówczas, gdy otrzyma zgodę jej rodziców. Ucieczka z ukochaną jest prosta, lecz zjednanie sobie jej ojca może być niemożliwe i wymaga poświęcenia.

## Tytuły
- DDLJ (Indie, krótki tytuł)
- Brave-Heart Will Take the Bride (Stany Zjednoczone)
- The Big-Hearted Will Win the Bride (Stany Zjednoczone)
- Lovers Will Walk Off with the Bride (Wielka Brytania)

## Piosenki
- Mehndi Laga Ke Rakhna
- Tujhe Dekha To
- Ho gaya hai tujhko to pyar sajna
- Dilwale Dulhania Le Jayenge
- Zara Sa Jhoom Loon Main
- Mere Khwabon Mein
- Ruk Ja O Dil Deewane
- Ghar Aaja Pardesi

## Nagrody
- Nagroda Filmfare dla Najlepszego Aktora (Shahrukh Khan)
- Nagroda Filmfare dla Najlepszej Aktorki (Kajol)
- Nagroda Filmfare dla Najlepszej Aktorki Drugoplanowej (Farida Jalal)
- Nagroda Filmfare dla Najlepszego Aktora Komediowego (Anupam Kher)
- Nagroda Filmfare dla Najlepszego Reżysera (Aditya Chopra)
- Nagroda Filmfare dla Najlepszego Filmu (Yash Chopra)
- Nagroda Filmfare za Najlepszy Tekst Piosenki (Anand Bakshi za piosenkę Tujhe Dekha To)
- Nagroda Filmfare za Najlepszy Męski Playback (Udit Narayan za piosenkę Mehndi Laga Ke Rakhna)

## Nominacje do Nagrody Filmfare
- za najlepszą muzykę – Jatin-Lalit
- dla najlepszego aktora drugoplanowego – Amrish Puri
- za najlepszy męski playback – Kumar Sanu za piosenkę " Tujhe Dekha To"
- za najlepszy tekst piosenki – Anand Bakshi za piosenkę "Dilwale Dulhanya Le Jayenge"

## Obsada
- Shahrukh Khan – Raj Malhotra
- Kajol – Simran Singh
- Amrish Puri – Chaudhry Baldev Singh
- Farida Jalal – Lajwanti
- Anupam Kher – Dharamvir Malhotra
- Satish Shah – Ajit Singh
- Achala Sachdev – babcia Simran
- Himani Shivpuri – ciotka Simran
- Pooja Ruparel – Rajeshwari/Chutki
- Lalit Tiwari – wujek Simran
- Hemlata Deepak – przyjaciółka Simran
- Anaita – Sheena, przyjaciółka Simran
- Arjun Sablok – Roby, przyjaciel Raja
- Karan Johar – Rocky, przyjaciel Raja
- Parmeet Sethi – Kuljeet
- Mandira Bedi – Preety